# 국제 자원봉사자의 날
국제 자원봉사자의 날(영어: International Volunteer Day, IVD)은 1985년 국제 연합에서 채택된 국제 기념일로, 매년 12월 5일이다.

## 온라인 볼런티어링 어워드
온라인 볼런티어링 어워드(Online Volunteering Award)는 유엔자원봉사단이 지명하고 수상하는 상이다. 유엔자원봉사단 대표와 자원봉사 및 개발 협력 분야의 외부 전문가로 구성된 심사위원단이 후보를 검토하고 우승자를 선정한다. 이 상의 목적은 지속 가능한 개발 목표를 달성하기 위한 온라인 자원봉사자들의 공헌을 인정하고, 온라인 자원 봉사자들이 조직의 역량을 강화할 수 있는 다양한 방법을 보여주고 자원 봉사자들이 그들의 인터넷을 통한 시간, 기술 및 전문 지식을 공유함으로써 평화 및 개발 프로젝트에 기여할 수 있는 차이를 보여주기 위한 것이다.

## 같이 보기
- 만델라의 날
- 마틴 루터 킹 주니어 탄생일
- 국제 평화의 날
- 수보트니크와 보스크레스니크
- 유엔자원봉사단